# Ryszard Zięzio
Ryszard Zięzio (ur. w 1946 w miejscowości Manasterz, zm. 25 września 2017 w Kielcach) – polski etnograf, badacz szamanizmu węgierskiego.

## Życiorys
Ukończył studia etnologiczne w Uniwersytecie Jagiellońskim w Krakowie. Pracę zawodową rozpoczął w 1970 roku, pracując m.in. w Muzeum Regionalnym w Pińczowie, gdzie był również Naczelnikiem Miasta i Gminy. W latach 1982–1984 pracował w Muzeum Wsi Kieleckiej i Zarządzie Wojewódzkim Ochotniczych Straży Pożarnych w Kielcach. Od roku 1984 był nieprzerwanie, do roku 2006, dyrektorem Muzeum Zabawkarstwa w Kielcach. Od 2008 pełnił stanowisko Ofiarnika Generalnego w Rodzimym Kościele Polskim. Po jego śmierci stanowisko objął Kazimierz Mazur.